# Les Princes de la ville (album)
Pour les articles homonymes, voir Les Princes de la ville.
Albums de 113
Ni barreaux, ni barrières, ni frontières
(1998) 113 fout la merde
(2002)
Les Princes de la ville est le premier album du 113, groupe de rap de Vitry membre de la Mafia K'1 Fry. Il est sorti le 27 octobre 1999.

## Histoire
L'habillage instrumental a été principalement réalisé par DJ Mehdi. Avec cet album, le producteur d'Ideal J a insufflé des sonorités électro à des compositions de rap, tout en concluant certains morceaux par de longues plages instrumentales. Pone, membre de la Fonky Family, reste d'ailleurs dans cette veine avec les deux morceaux qu'il produit dans l'album.
On notera la participation à la réalisation de Manu Key au côté des trois rappeurs (Rim'K, AP et Mokobé).
Dans le documentaire DJ Mehdi : Made in France, il est révélé que DJ Mehdi avait initialement proposé l'instrumentale du futur hit Ouais Gros à divers rappeurs pour la compilation Première Classe, mais elle n'avait pas rencontré le succès escompté. En effet, issue d'un sample notable de Trans-Europe Express de Kraftwerk, sorti en 1977, la production était jugé trop rapide et rythmée (autour des 110 BPM). Cependant, Rim'K et AP ont immédiatement été séduits et ont exprimé leur désir de poser dessus. 
Le succès de l'album a par ailleurs favorisé l'émergence sur la scène nationale de la Mafia K'1 Fry, collectif du Val-de-Marne composé notamment de Rohff, Kery James et Intouchable. L'album se vend à plus de 350 000 exemplaires.
Entre 2009 et 2024, l'album n'est plus disponible en raison de problèmes de droits d'auteurs sur l'utilisation des samples. Il acquiert une nouvelle notoriété à la suite du documentaire dédié à DJ Mehdi qui a réalisé l'album, qui est à nouveau disponible en streaming. La version physique, en revanche, se revend à prix d'or.

## Liste des titres
| No  | Titre                                              | Auteur                               | Interprètes                                       | Durée |
| --- | -------------------------------------------------- | ------------------------------------ | ------------------------------------------------- | ----- |
| 1.  | Intro                                              | DJ Mehdi                             |                                                   |       |
| 2.  | Ouais gros                                         | DJ Mehdi, Manu Key (co)              | Rim'K, AP                                         |       |
| 3.  | 1001 nuits                                         | DJ Mehdi, Rim'K, AP (co)             | Rim'K, AP, Big Red                                |       |
| 4.  | Tonton des îles                                    | Delta & Régis                        | AP (vocaux additionnels: Manu Key)                |       |
| 5.  | Les regrets restent                                | DJ Mehdi                             | Rim'K, AP, Mokobé, Boss One                       |       |
| 6.  | Hold up                                            | Pone                                 | Rim'K, AP, Demon One, Dry                         |       |
| 7.  | Réservoir drogue                                   | Pone                                 | Rim'K, AP                                         |       |
| 8.  | Tonton d'Afrique                                   | Clément Chassaing "Curtis"           | Mokobé, Jmi Sissoko                               |       |
| 9.  | Jackpotes 2000                                     | DJ Mehdi, Manu Key (co)              | Rim'K, AP, Mokobé, Jmi Sissoko                    |       |
| 10. | Face à la police                                   | DJ Mehdi                             | Rim'K, AP, Faya Dem (vocaux additionnels: Mokobé) |       |
| 11. | Tonton du bled                                     | DJ Mehdi                             | Rim'K                                             |       |
| 12. | Main dans la main                                  | DJ Mehdi, Manu Key (co)              | Rim'K, AP, Kery James, Rohff, Manu Key, OGB       |       |
| 13. | Sans retour                                        | DJ Mehdi, Manu Key, NSI (co)         | Mokobé                                            |       |
| 14. | On l'a pas mérité                                  | DJ Mehdi, Manu Key (co)              | Rim'K, AP, (vocaux additionnels: Rohff)           |       |
| 15. | Les Princes de la ville - L'Âge du meurtre (bonus) | DJ Mehdi, Manu Key (co) - Cut Killer | Rim'K, AP - Bonus Rim'K, AP, Karlito              |       |

(co) = co-compositeur

## Clips
- 2000 : Jackpot 2000 (feat. Jmi Sissoko)
- 2000 : Les Princes de la ville
- 2000 : Tonton du bled

## Samples
L'album contient de nombreux samples. Les ayant-droit d'Ahmed Wahby, dont un échantillon de Harkatni Eddamaa est utilisé sur Tonton du bled, poursuivront ensuite le groupe ainsi que DJ Mehdi en justice.
Liste non exhaustive des samples utilisés
- Tonton du bled contient un sample de Harkatni Eddamaa d'Ahmed Wahby.
- Jackpotes 2000 contient un sample de I Love You More de René & Angela.
- Ouais Gros contient un sample de Trans-Europe Express du groupe Kraftwerk.
- Hold Up contient un sample de Open the Door de Claudja Barry.
- Main dans la main contient un sample de You Are Everything de Diana Ross et Marvin Gaye.
- Les regrets restent contient un sample de The Messenger de Ramsey Lewis.
- L'âge du meurtre contient un sample de Summer in the City de Quincy Jones feat. Valerie Simpson.
- Reservoir drogue contient des samples de Interplanetary Revolution et Super Powers d'Alpha Blondy.
- On l'a pas mérité contient un sample de My Little Girl de Bobbi Humphrey.
- 1001 nuits contient un sample de Honeybee de The New Birth.
- Face à la police contient un sample de I'm Glad You're Mine d'Al Green.
- Sans retour contient un sample de All the Way Around de Marvin Gaye.
- Tonton d'Afrique contient un sample de Ka Souma Man de Sékouba Bambino.

## Accueil commercial
Deux mois après sa sortie, Les Princes de la ville est certifié double disque d'or, soit 200 000 ventes à cette époque. Vingt-cinq ans plus tard, les ventes de l'album sont estimées entre 350 000 et 500 000 exemplaires,.
L'album est porté par des singles comme Les Princes de la ville et Tonton du Bled, qui sont également certifiés singles d’or.

### Certifications et ventes
| Région        | Certification | Ventes/Streams |
| ------------- | ------------- | -------------- |
| France (SNEP) | Platine       | 450 000        |

## Distinctions et succès

### Distinctions
- 2000, Victoires de la musique[11]:
  - Meilleur album rap